# Stepan Matuzenko
Stepan Tarasovitj Matuzenko, ryska: Степан Тарасович Матузенко, född 1897 i Teplyk i Guvernementet Podolien, Kejsardömet Ryssland, död (avrättad) 29 januari 1940 i Moskva, var en ukrainsk (sovjetisk) tjänsteman inom NKVD.

## Biografi

### Karriär
Matuzenko var i ungdomen psalmsångare och arbetade som jordbrukare på familjens gård. Han tog värvning i armén 1916 och stred i första världskriget. Han satt en tid i krigsfångenskap i Vita armén. 1920 blev han utredare inom tjekan på Krim och började 1923 tjänstgöra vid OGPU:s gränsbevakning i Jevpatorija. 1929–1930 tjänstgjorde han inom centralasiatiska gränsområdet och sedan vid gränspatrullerna i Mary i Turkmenska SSR. 1935 tjänstgjorde han några månader som chef för en gränsbevakningsavdelning i Petrozavodsk och sedan vid en avdelning i Leningrad. 1937 var han placerad i Oranienbaum. I januari 1938 utnämndes Matuzenko till folkkommissarie för inrikes ärenden i Karelska ASSR och kom att inneha posten fram till december 1938.

### Stora terrorn i Karelen
När Matuzenko tillträdde hade Karelens NKVD-trojka arbetat sedan augusti 1937. Fram till nyåret 1938 hade den i enlighet med order 00447 dömt 4 540 personer till döden. Ordern skulle enligt tidigare bestämmelser avslutats vid det laget, men nya direktiv från Moskva förlängde dess giltighet till den 15 mars 1938. En ny kvot hade satts på 500 personer som skulle avrättas och 200 personer som skulle förvisas. Karl Tenison avsattes från NKVD i februari och efterträddes av Matuzenko. Matuzenko och partisekreterare Nikolaj Ivanov bad om tillstånd från politbyrån att fortsätta förtrycket mot kulaker fram till april och sätta upp en ny kvot på 600 personer som skulle avrättas och 150 som skulle gripas.
Den 17 september 1938 utfärdade Jezjov order 00606, enligt vilken specialtrojkor skulle bildas för att döma personer som under sommaren gripits i samband med de nationella operationerna. Mellan september och oktober dömde Karelens specialtrojka, bestående av Matuzenko, partisekreterare Gennadij Kuprijanov och distriktsåklagare Georgij Michajlovitj, 1 805 personer, varav 1 499 finnar, till olika straff. Av dessa dömdes 1 708 till döden. Detta var den mest intensiva och avslutande fasen av stora terrorn i Karelen.
Specialtrojkan arbetade likt den reguljära enligt ett kvotsystem och överskred kvoterna kraftigt. Bara på dess första arbetsdag den 20 september 1938 dömde specialtrojkan med Matuzenko i spetsen över 200 finnar till döden. Huvuddelen av arresteringarna hade ägt rum i juli månad och de åtalade, omkring 1 000 personer, dömdes under hösten. Den 29 november avslutade trojkan sitt arbete efter avrapportering till Jezjov. I den finska operationen dömdes sammanlagt 3 340 personer till döden av endera trojkan eller den centrala dvojkan i Moskva (alltså Jezjov och Andrej Vysjinskij) efter rekommendationer från specialtrojkan.

### Fall
Tenisons allierade inom NKVD utrensades av Matuzenko, som anklagade dem för att ha förfalskat utredningar och torterat fångar. Processen var dock bara i sin linda när Lavrentij Berija tillträdde som NKVD:s högste chef och lät arrestera Matuzenko. Både den avsatte Jezjov och Gennadij Kuprijanov hade vänt sig emot honom. Matuzenko beskylldes för konspirerande mot sovjetmakten och för massaker.
Matuzenko skildes från sina uppdrag och greps den 26 december 1938. Han dömdes till döden av Sovjetunionens högsta militärråd den 28 januari 1940 och arkebuserades dagen därpå. Som ansvarig för den stora utrensningen i Karelen är Matuzenko inte postumt frikänd från dödsdomen.